# Johann Willsberger
Johann Willsberger (* 1941 in der Steiermark) ist ein österreichischer Fotograf, Autor und  Verleger. Er ist besonders durch Food-Fotografie bekannt und hat damit die Zeitschrift „Gourmet“ geprägt.

## Werdegang
1976 gründete Willsberger die Zeitschrift „Gourmet – das Internationale Magazin für Essen und Wein“, gemeinsam mit Karin Krüger als Verlegerin und Hans Heinrich Ziemann als Redakteur. Willsberger war für die Fotografie zuständig. Gourmet war ein Vierteljahrhundert lang eine der einflussreichsten und stilbildenden Gourmet- und Weinpublikationen im deutschsprachigen Raum. Das Hochglanzmagazin wurde als edle kulinarische Publikation geschätzt. 1980 kam es bei der Gründung des Besser's Gourmet Journal zu einem Streit über den Zeitschriften-Titel. 2001 wurde der Gourmet eingestellt.
Seit 1975 hat er zudem zahlreiche Bücher zu den Themen Fotografie, Kulinarik und Reisen veröffentlicht.
1982 gestaltete er für Spiegelau Glas die Weinglas-Serie Willsberger Collection.
Willsberger lebt seit 1991 in der Schweiz.

## Bücher
- Fotofaszination. Kameras, Bilder, Fotografien, 1975, ISBN 978-3-570-08686-5
- Zauber der Kamera. Beispiele aus dem Kodak-Nagel-Werk, mit Helmut Nagel (Autor), Deutsche Verlags-Anstalt 1982, ISBN 978-3-421-02516-6
- Meisterküche im Elsaß. Die Auberge de l'Ill, Paul Haeberlin (Autor), Jean-Pierre Haeberlin (Autor), Johann Willsberger (Fotograf), Heyne Verlag 1984
- Malerisches Deutschland, mit Hans  Scherer, Dt. Bücherbund 1984
- Reiseland DDR. Traumstraßen durch das andere Deutschland, mit Thilo Koch, ISBN 978-3-570-07104-5
- Alte Cameras. Mit einem Nachwort von Helmut Gernsheim. Harenberg, Dortmund 1979 (= Die bibliophilen Taschenbücher. Band 93); Neudruck ebenda 1994, ISBN 978-3-88379-093-0.
- Kulinarische Kreationen. Die neuen Rezepte von Deutschlands erstem Drei-Sterne-Koch, Eckart Witzigmann (Autor), Bernd Neuner-Duttenhofer (Autor), Johann Willsberger (Illustrator), 1995, ISBN 978-3-453-36002-0
- Die Bilder vom Wein: Johann Willsbergers Bände im Großformat über die faszinierende Welt der Weine, Verlag Gebrüder Kornmayer 2008, ISBN 978-3-938173-47-3
- Fast nichts: Das Fastenbuch der Großen Küche, Eckart Witzigmann (Autor), Johann Willsberger (Illustrator), 2012, ISBN 978-3-942561-15-0

## Auszeichnungen
- 2011: Eckart Witzigmann Preis für „Kulturthema Essen in Literatur, Wissenschaft und Medien“[6]